# Волинська повстанська група
Волинська (Північна) повстанська група — повстанська група у складі Повстанської армії УНР, сформована восени 1921 року у Польщі за сприяння місцевої влади з інтернованих у Каліші, Александруві-Куявському і Ченстохові українських вояків для участі у Другому Зимовому поході.

## Створення
Волинська група формувалася в районі станцій Моквин–Костопіль під керівництвом генерал-хорунжого Володимира Янченка зі старшин і козаків 3-ї, 4-ї та 6-ї дивізій Армії УНР, зведених у Київську повстанську дивізію, до складу якої входило дві піхотних і гарматна бригади, кінна й технічна сотні, а також польова варта — усього до 900 бійців. Із них 35 % узагалі не мали взуття, 50 % — верхнього одягу. Відчутно не вистачало білизни. Заходи, ужиті Повстансько-Партизанським штабом для поліпшення ситуації з обмундируванням, виявилися недостатніми. На озброєнні загін мав лише 430 рушниць і 74,000 набоїв до них, 34 кулемета з набоями та стрічками, 300 шабель, 150 пік, 600 ручних гранат і вибухівку.
Очолив Волинську групу генерал-хорунжий Юрій Тютюнник. До її складу увійшли штаб, дві дивізії під командуванням Леоніда Ступницького та Володимира Янченка, кінна і технічна сотні, а також польова варта.

## Завдання
Згідно із стратегічним планом розгортання антибільшовицького повстання на території України, розробленим Повстансько-партизанським штабом УНР, перед Волинською повстанською групою ставилося завдання, об'єднавшись з Подільською групою, штурмувати і захопити Київ. Вважалося, що можливість захоплення столиці з'явиться після відтягнення Бессарабською та Подільською групами на себе основного удару більшовицьких військ.

## Бойові дії

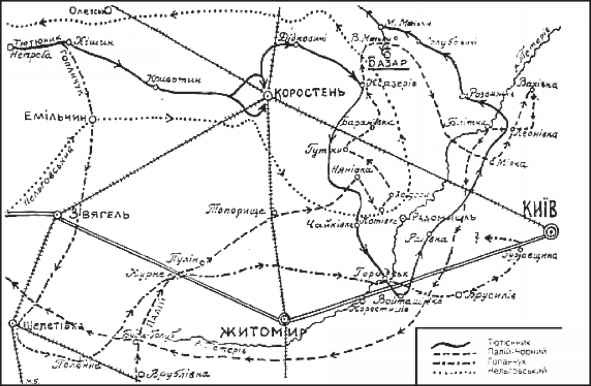
Схема походу Волинської повстанської групи

Вночі 4 листопада 1921 року з району Олевська польсько-радянський кордон перейшов розвідчий відділ Гопанчука-Падалки, завданням якого був пошук відділу Нельговського, що вийшов раніше для зв'язку з повстанськими отаманами.
Головна Волинська група під головуванням генерала Тютюнника вийшла в рейд через декілька годин після відділу Гопанчука-Падалки у тому ж районі. Вояки, подолавши опір радянських прикордонників, перетнули польсько-радянський кордон біля сіл Борового і Нетреби. 7 листопада група здобула Коростень — важливий пункт стратегічного і політичного значення. Проте під натиском переважаючих сил противника українські частини змушені були залишити місто. Відступивши на Дідковичі, на військовій нараді було вирішено просуватися вглиб України. 12 листопада біля села Чайківка на групу напала кавалерія Котовського. Подальший рух відбувався під постійними атаками червоноармійських загонів. Становище групи з кожним днем погіршувалося. Не вдавалося об'єднатися чи хоч би вийти на зв'язок ні із загоном Нельговського, ні з Подільською повстанською групою Палія-Сидорянського. Через брак взуття, набоїв та велику кількість поранених командування вирішило повертатися до Польщі.
17 листопада 1921 року повстанський загін зупинився в селі Малі Міньки. О 9-й годині застави помітили більшовиків, тому Тютюнник наказав відступити у напрямку Звіздалі. Під час переходу колону з флангів атакувала червона кіннота. У бою під Малими Міньками повстанці були розбиті. Частина учасників групи потрапила у полон, і після рішучої відмови перейти на службу до Червоної армії 359 бійців Повстанської армії було розстріляно під Базаром 21 листопада. Лише невеликий загін кількістю близько 100 бійців Волинської групи зумів прорвати оточення і перейти польський кордон 20 листопада.
9 грудня до Польщі повернувся загін Падалки. Протягом походу невеликим числом за допомогою населення та нечисленних повстанців йому вдалося поширити паніку в рядах більшовиків, та стягнути на себе значну кількість ворожої кінноти. Не зважаючи на це відділ повернувся назад зі значними трофеями. Проте виконати своє основне завдання — знайти загін Нельговського, розвідвідділу так і не вдалося.